# دوغلاس هارولد فوكس
دوغلاس هارولد فوكس (بالإنجليزية: Douglas Harold Fox)‏ هو ضابط أمريكي، ولد في 26 مارس 1905 في والد ليك في الولايات المتحدة، وتوفي في 13 نوفمبر 1942 في New Georgia Sound ‏ في جزر سليمان.